# Kudoacanthus albonervosus
Kudoacanthus albonervosus är en akantusväxtart som beskrevs av Hosokawa. Kudoacanthus albonervosus ingår i släktet Kudoacanthus och familjen akantusväxter. Inga underarter finns listade i Catalogue of Life.